# L'home que va salvar el món
L'home que va salvar el món (originalment en anglès, The Man Who Saved the World) és un documental danès de 2013 del cineasta Peter Anthony sobre Stanislav Petrov, un antic tinent coronel de les Forces de Defensa Aèria Soviètica i el seu paper en evitar que l'incident de falsa alarma nuclear soviètica de 1983 conduís a l'holocaust nuclear.
La pel·lícula es va estrenar al Festival Documental Internacional Canadenc Hot Docs. També es va exhibir l'octubre de 2014 al Festival de Cinema de Woodstock (Nova York), on va guanyar una menció d'honor del premi del públic a la millor pel·lícula narrativa i una menció d'honor del premi James Lyons al millor muntatge d'un llargmetratge narratiu. El 22 de febrer de 2018 la pel·lícula es va estrenar a Rússia, concretament al Centre de Cinema Documental de Moscou. El 20 de desembre de 2022 va estrenar-se la versió doblada al català al programa Sense ficció de TV3, on va ser seguida per 194.000 espectadors, cosa que va representar un 11,4% de quota de pantalla.

## Producció
A la pel·lícula, les imatges de Petrov s'entrellacen amb recreacions dels moments dramàtics del 1983. Serguei Xniriov interpreta Petrov a les recreacions.
Peter Anthony va produir la pel·lícula durant una dècada; el procés va ser difícil a causa de la reticència de Petrov. Anthony va declarar: "Ha estat bastant difícil treballar amb ell, ja que en el seu dia encara podies anar al gulag per revelar informació no autoritzada i, com a exsoldat, no estava realment interessat a parlar dels seus sentiments personals. Però aquesta és la bellesa de la història."